# Arado Ar 95
Die Arado Ar 95 war ein deutsches zwei- bzw. dreisitziges Mehrzweckflugzeug für See- und Landeinsatz. Obwohl von der Luftwaffe zunächst abgelehnt, durften die Arado Flugzeugwerke den Doppeldecker schließlich in kleiner Stückzahl für den Export bauen. Die bis Kriegsbeginn nicht verkauften Flugzeuge übernahm die Luftwaffe und setzte sie bis zum Ende des Zweiten Weltkrieges in der Ostsee ein.

## Geschichte

### Die Entstehung
Im März 1935 erhielten die Firmen Arado und Heinkel vom Reichsluftfahrtministerium (RLM) den Auftrag, ein neues, katapultfähiges Aufklärungsflugzeug für den Einsatz auf See (Borderkunder) zu entwickeln. Bei Heinkel entstand daraufhin der Entwurf Heinkel He 114, bei Arado unter der Leitung des Chefkonstrukteurs Walter Blume die Ar 95. Die Konstruktionsarbeiten begannen sofort und bereits im Juni 1935 konnte die Attrappe besichtigt werden. Laut Bauauftrag sollten von den drei Versuchsflugzeugen das erste und dritte den Reihenmotor Jumo 210, das zweite den Sternmotor SAM 22 B – bald darauf in Bramo 322 B umbenannt – erhalten. Im Entwicklungsprogramm (Epr.) vom 1. Oktober 1936 war der Verwendungszweck auf Küsten- und Borderkunder erweitert und die Werknummern (Wnr.) für die drei Flugzeuge mit 946 bis 948 festgelegt worden. Für die mit zehn Stück beabsichtigte Vorserie konnte noch nicht geplant werden, da erst über den zu verwendenden Motor zu entscheiden war.

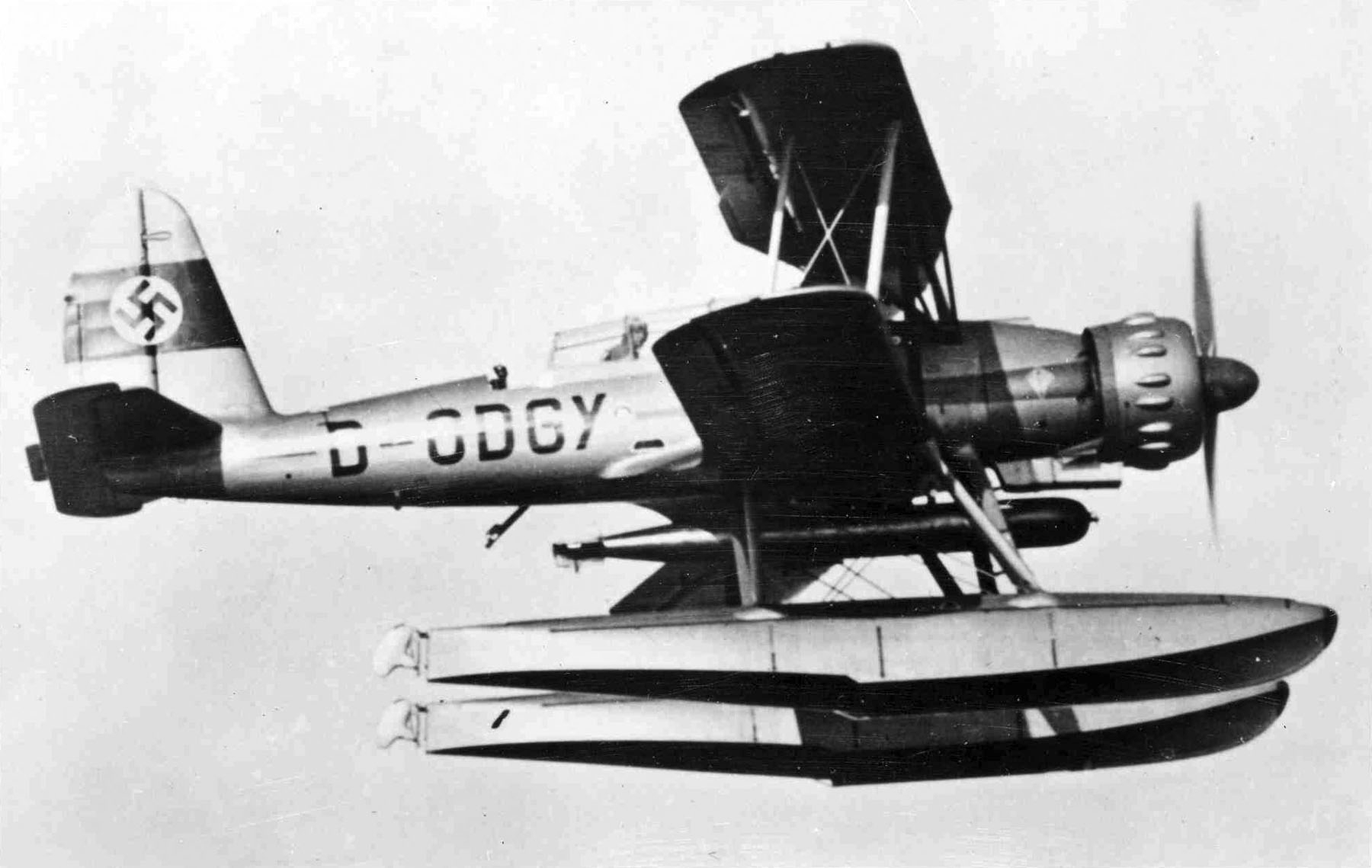
Arado Ar 95 V3

Der Erstflug der V1 D-OHEO mit dem Motor Jumo 210 fand am 3. Dezember 1936 statt und am 8. Februar 1937 begann die Erprobung bei der E-Stelle Travemünde. In deren Abschlussbericht vom 28. Juli 1937 über den Vergleich Ar 95 gegenüber He 114 wurde festgestellt, dass beide Entwürfe nicht ganz die Erwartungen erfüllten, die He 114 jedoch in fast allen Punkten der Ar 95 überlegen sei. Das RLM brach danach die Erprobung der Ar 95 V1 ab und strich die geplante Vorserie, gab aber das Muster für einen eventuellen Export frei. Das zweite Flugzeug, die V2, Kennzeichen D-OLUO, Werksnummer 947, flog im März 1937 erstmals und blieb, ebenso wie die einen Monat später geflogene V3, D-ODGY, Wnr. 948, bei der Firma zur Vorbereitung des Auslandsverkaufs. Während die erstere, wie geplant, einen Motor Bramo 322 B eingebaut hatte, erhielt die V3 anstelle des vorgesehenen Jumo 210 bereits den dann bei allen folgenden Maschinen verwendeten, ebenfalls für den Export freigegebenen BMW 132 Dc mit 845 PS/622 kW. Dieses Flugzeug war bereits dreisitzig und hatte, im Gegensatz zu den ersten zwei, eine dreiteilige Schiebehaube zur Abdeckung des Besatzungsraumes. Bei V1 und V2 waren noch getrennte Windschutze für Führer und Beobachter vorhanden.

### Werbung für den Export

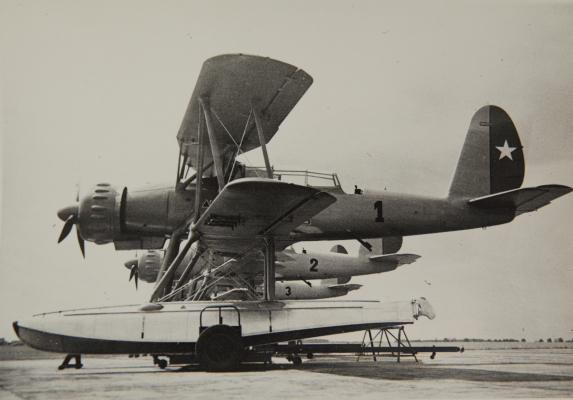
Chilenische Ar 95

Schriftlich bekam die Firma erst am 20. Januar 1938 vom RLM die Exportfreigabe für 50 Flugzeuge. Doch schon vorher hatte sie sich sehr bemüht, Interessenten für die Ar 95 zu finden. Sowohl bei der Ausstellung in Den Haag im Juli, als auch bei der Luftfahrtausstellung in Mailand im Oktober 1937 war das Flugzeug, allerdings nur als Modell, zu sehen gewesen. Erst bei der Luftfahrtausstellung in Helsinki im Mai 1938 wurde erstmals eine Ar 95 öffentlich gezeigt; es war die V3 D-ODGY als Schwimmerflugzeug, die der Werkspilot Schnirring mit Funker und Bordmechaniker von Warnemünde aus entlang der Ostseeküste in 3 Std. 50 Min. nach Helsingfors geflogen hatte. Zur selben Zeit wurde erstmals auch ein Flugzeug auf Radfahrwerk als Ar 95 L bei der Ausstellung in Belgrad gezeigt. Zwei Monate zuvor, am 24. März 1938, war während des Besuches einer chilenischen Delegation, die für das Flugzeug Interesse zeigte, der damalige Chefpilot, Graf Johannes Rességuier de Miremont mit einer Schwimmermaschine, wahrscheinlich der V2, tödlich abgestürzt. Trotzdem bestellte Chile neun Flugzeuge, die 1939 ausgeliefert wurden. Sie konnten sowohl mit Schwimmern als auch mit Radfahrwerk geflogen werden. Anscheinend drei Ar 95 auf Schwimmern gingen als Luftwaffenflugzeuge, zusammen mit zwei Heinkel He 115, noch Anfang 1939 zur Erprobung bei der Seeaufklärungsgruppe A/S 88 der Legion Condor nach Pollensa auf Mallorca. Während die beiden Heinkel nach dem baldigen Ende der Kampfhandlungen nach Deutschland zurückgebracht wurden, übernahmen die Spanier die drei Arados, wollten aber keine weiteren. Die drei Flugzeuge erhielten die Kennzeichen 64-1 bis 64-3 und wurden in Pollensa stationiert. Die 64-2 stürzte am 8. August 1940 vor Pollensa ab, wobei die dreiköpfige Besatzung ums Leben kam. Die 64-3 erhielt zwischenzeitlich ein Landfahrwerk und wurde von Getafe aus betrieben, später aber wieder zurückgerüstet. Interesse zeigte auch die Türkei, zu einem Kauf kam es jedoch nicht.

### Ar 95 im Einsatz

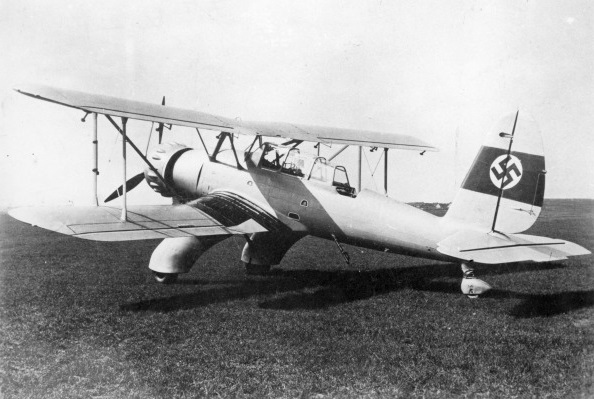
Ar 95 mit Radfahrwerk

Inzwischen war in Brandenburg die Fertigung weiterer Ar 95 als sogenannte Vertriebsflugzeuge angelaufen. Die ursprüngliche Planzahl von 50 war inzwischen auf 39 und schließlich auf 27 verringert worden. Sie wurden unter der Bezeichnung Ar 95 A-5 bis Juli 1941 ausgeliefert (Wnr. 2343 bis 2369). Da kein Flugzeug mehr exportiert werden konnte, übernahm sie schließlich die Luftwaffe und rüstete damit die 3. Staffel der Aufklärungsgruppe See 125 (3./SAGr.125) aus. Wegen mehrfacher Störungen und wegen Umrüstung der Staffel auf Blohm & Voss BV 138 wurden die Flugzeuge im Sommer 1942 aus dem Einsatz gezogen und eingelagert, wonach wieder an die Abgabe an fremde Luftwaffen gedacht wurde. Auch das zerschlug sich. Die noch einsatzfähigen Flugzeuge wurden schließlich bei der Aufstellung der vorwiegend aus estnischen Freiwilligen gebildeten Aufklärungsgruppe 127 verwendet, die mit Standort Reval Seeaufklärung und Unterseeboot-Bekämpfung in der östlichen Ostsee und im Finnischen Meerbusen flog. Von Anfang Januar an bis Ende Juni 1944 waren laut Flugbetriebsstatistik der Luftwaffe unverändert 14 Ar 95 vorhanden. Erst im Juli sind zwei Verluste verzeichnet, obwohl, vermutlich wegen der Verschlechterung bei der Versorgung mit Kraftstoff, nur wenig geflogen wurde. So waren es während der zwei Monate Juni und Juli nur 180 Flüge mit zusammen 128 Stunden. Im September verringerte sich die Zahl der Flugzeuge nochmals um drei. Ihre Besatzungen hatten sich wegen des Näherrückens der Roten Armee, zum Teil unter Mitnahme von Angehörigen, von Reval aus am Nachmittag des 21. und am frühen Morgen des 22. September nach Schweden abgesetzt. Die Reichsregierung verlangte von Schweden die Rückgabe der drei Flugzeuge (Wnr. 2350, Verbandskennzeichen 6R+BL, ursprüngliches Stammkennzeichen DK+UL, Wnr. 2351, 6R+UL, davor DK+UM und Wnr. 2346, 6R+LL). Schweden erklärte sich dazu bereit, doch die Übergabe verzögerte sich, bis der Krieg zu Ende war. Alle drei Flugzeuge erhielten schwedische Kennzeichen (SE-AOD, SE-AOE und SE-ANT) und gingen in private Hände. Das letzte dieser Flugzeuge war bei einer Luftfahrtgesellschaft in Betrieb, bis es am 30. Juli 1951 durch einen Unfall zerstört wurde.
Insgesamt dürften, einschließlich der drei V-Flugzeuge, etwa 42 oder 43 Flugzeuge Ar 95 gebaut worden sein, überwiegend in der Schwimmerausführung. Keine einzige von ihnen ist erhalten geblieben.

## Technische Beschreibung
Die Ar 95 war ein katapultfähiger, abgestrebter Doppeldecker in Ganzmetallbauweise mit nach hinten klappbaren Flächen.
Der Rumpf in Dural-Schalenbauweise mit ovalem Querschnitt hatte drei hintereinander angeordnete Sitze, unter einer dreiteiligen Schiebehaube als Abdeckung.
Die zweiholmigen Außenflügel saßen oben an einem breiten Baldachinteil und unten an mit dem Rumpf fest verbundenen Flügelstummeln, um für das Schwenken auf gleichen Mittenabstand zu kommen. Die Flügelnasen und die Oberseiten zwischen den Holmen waren mit Blech beplankt, der Rest stoffbespannt. Der Flügel besaß Querruder oben, dazu hydraulisch betätigte Landeklappen unten.
Das Leitwerk in der typischen Aradoform hat Flossen ganz in Leichtmetall und ausgeglichene Ruder mit Stoffbespannung. Das Höhenruder war ungeteilt.
Die Bewaffnung bestand aus einem starren, nach vorn feuerndem MG 17, einem beweglichen MG 15 im hinteren Cockpit auf einer Arado-Lafette sowie einem 800-kg-Torpedo, einer 500-kg-Bombe oder sechs 50-kg-Bomben an Halterungen unter dem Rumpf.
Jeder der einstufigen, stark gekielten Schwimmer war in mehrere, gegeneinander wasserdicht abgegrenzte Abteilungen aufgeteilt und hatte am Heck ein hochziehbares Wasserruder. Um den Torpedo frei einhängen und abwerfen zu können, war jeder Schwimmer für sich mit jeweils sechs Streben an Rumpf und Unterflügel befestigt. Vier der Strebenebenen in Längsrichtung hatten Spanndraht-Auskreuzungen.
Das Hosenbeinfahrwerk war zum Rumpf hin abgestrebt. Radfahrwerk und Schwimmwerk konnten gegeneinander ausgetauscht werden.

## Technische Daten
| Kenngröße             | Ar 95 | Ar 95 L (Landversion) |
| --------------------- | --- | --- |
| Besatzung             | 2–3 | 2–3 |
| Länge                 | 11,10 m | 10,80 m |
| Spannweite            | 12,50 m 5,80 m geklappt | 12,50 m 5,80 m geklappt |
| Höhe                  | 5,20 m | 3,90 m |
| Flügelfläche          | 45,4 m² | 45,4 m² |
| Flächenbelastung      | 78,50 kg/m² | 72,50 kg/m² |
| Leistungsbelastung    | 4,23 kg/PS | 3,91 kg/PS |
| Leermasse             | 2450 kg | 2235 kg |
| Zuladung              | 1120 | 1065 kg |
| Startmasse            | 3570 kg | 3300 kg |
| Triebwerk             | 9-Zylinder-Sternmotor BMW 132 Dc, 850 PS (625 kW) | 9-Zylinder-Sternmotor BMW 132 Dc, 850 PS (625 kW) |
| Kraftstoffvolumen     | 1370 l | 800 l |
| Höchstgeschwindigkeit | 265 km/h in Bodennähe 302 km/h in 3000 m Höhe | 308 km/h in 3000 m Höhe |
| Marschgeschwindigkeit | 260 km/h in Bodennähe | 268 km/h in Bodennähe |
| Landegeschwindigkeit  | 91 km/h | 88 km/h |
| Steigzeit             | 2,5 min auf 1000 m Höhe 5,0 min auf 2000 m Höhe 11,0 min auf 4000 m Höhe 22,0 min auf 6000 m Höhe | 2,2 min auf 1000 m Höhe 4,4 min auf 2000 m Höhe 9,8 min auf 4000 m Höhe 19,0 min auf 6000 m Höhe |
| Dienstgipfelhöhe      | 7300 m | 8000 m |
| Reichweite            | 2200 km | 1400 km |
| Bewaffnung            | ein starres, nach vorn feuerndes MG 17 mit 500 Schuss, ein bewegliches MG 15 im hinteren Cockpit auf Arado-Lafette mit 750 Schuss, unter dem Rumpf Halterungen für einen 800-kg-Torpedo, einer 500-kg-Bombe, sechs 50-kg-Bomben oder 375 kg Nebelgerät | ein starres, nach vorn feuerndes MG 17 mit 500 Schuss, ein bewegliches MG 15 im hinteren Cockpit auf Arado-Lafette mit 750 Schuss, unter dem Rumpf Halterungen für einen 800-kg-Torpedo, einer 500-kg-Bombe, sechs 50-kg-Bomben oder 375 kg Nebelgerät |